# Nicarco (general)
Nicarco (griego: Nίκαρχoς) fue uno de los generales del rey seléucida Antíoco III el Grande (223-187 a. C.). Sirvió en Celesiria en el conflicto entre Antíoco y Ptolomeo Filopátor, la cuarta guerra siria (221-203 a. C.). Junto con Teodoto Hemiolio supervisó el asedio de Rabatámana, y con el mismo dirigió la falange en la batalla de Rafia, en 217 a. C.